# Liste du patrimoine immobilier classé de Lontzen
Cette page regroupe l'ensemble du patrimoine immobilier classé de la ville belge de Lontzen.
| Objet                                      | Année de construction / Architecte | Adresse        | Section communale | Coordonnées                      | Numéro d’inventaire | Illustration                               |
| ------------------------------------------ | ---------------------------------- | -------------- | ----------------- | -------------------------------- | ------------------- | ------------------------------------------ |
| Borne frontalière belgo-prussienne (n°187) |                                    |                |                   | 50° 18′ 31″ nord, 6° 00′ 47″ est | 31215               | Borne frontalière belgo-prussienne (n°187) |
| Maison                                     |                                    | Herbesthal     |                   | 50° 39′ 40″ nord, 5° 59′ 01″ est | 31430               | Maison                                     |
| Église Saint Hubert                        |                                    | Lontzen        |                   | 50° 40′ 49″ nord, 6° 00′ 31″ est | 31435               | Église Saint Hubert                        |
| Église Saint Stéphane                      |                                    | Walhorn        |                   | 50° 40′ 31″ nord, 6° 02′ 46″ est | 31350               | Église Saint Stéphane                      |
| presbytère Saint Stéphane                  |                                    | Walhorn        |                   | 50° 40′ 31″ nord, 6° 02′ 46″ est | 31445               | presbytère Saint Stéphane                  |
| Chapelle Sainte Anne                       |                                    | Busch          |                   | 50° 41′ 02″ nord, 5° 59′ 26″ est | 31446               | Chapelle Sainte Anne                       |
| Maison                                     |                                    | Dorfstrasse 44 |                   | 50° 40′ 29″ nord, 6° 02′ 47″ est | 31351               | Maison                                     |
| Chapelle Saint Jean-Baptiste               |                                    | Astenet        |                   | 50° 41′ 28″ nord, 6° 02′ 01″ est | 31352               | Chapelle Saint Jean-Baptiste               |
| Maison Weiss                               |                                    |                |                   | 50° 41′ 04″ nord, 5° 57′ 19″ est | 31347               | Maison Weiss                               |
| Château Thor                               |                                    | Astenet        |                   | 50° 41′ 26″ nord, 6° 01′ 59″ est | 31353               | Château Thor                               |
| Ferme                                      |                                    | Waldstrasse 11 |                   | 50° 41′ 20″ nord, 5° 59′ 49″ est | 31348               | Ferme                                      |
| Maison Mützhof                             |                                    | Astenet        |                   | 50° 41′ 29″ nord, 6° 02′ 04″ est | 31431               | Maison Mützhof                             |
| Château et parc de Lontzen                 |                                    | Lontzen        |                   | 50° 40′ 47″ nord, 6° 00′ 40″ est | 31433               | Château et parc de Lontzen                 |
| Four Gut                                   |                                    | Windsweg 21    |                   | 50° 41′ 14″ nord, 5° 57′ 51″ est | 31349               | Four Gut                                   |
| Grange Neuschmiede                         |                                    | Astenet        |                   | 50° 41′ 25″ nord, 6° 01′ 55″ est | 31355               | Grange Neuschmiede                         |
| Ferme Himmelsplatz                         |                                    | Astenet        |                   | 50° 42′ 01″ nord, 6° 02′ 06″ est | 31356               | Ferme Himmelsplatz                         |
| Surface minière de Galmeitrift             |                                    | Rabotrath      |                   | 50° 40′ 09″ nord, 6° 00′ 54″ est | 31048               | Surface minière de Galmeitrift             |
| Site de Heesgasse                          |                                    |                |                   | 50° 40′ 35″ nord, 6° 00′ 52″ est | 31432               | Site de Heesgasse                          |
| Chapelle Caterina de Siena                 |                                    | Astenet        |                   | 50° 41′ 54″ nord, 6° 02′ 02″ est | 40799               | Chapelle Caterina de Siena                 |